# NEO (电玩家)
NEO，原名菲利普·鮑里斯·庫布斯基（波蘭語：Filip Borys Kubski，1987年6月15日—），波兰反恐精英项目职业电子竞技选手。2004年加入PGS，并带领战队获2006年WCG、2007年ESWC冠军。2007年获eSports Award最佳电竞选手奖，2008年被HLTV票选为“十年最佳选手”。2009年率AGAiN战队击败Fnatic再次获WCG冠军。2011年率ESC Gaming第三次获WCG冠军。2011年带领团队或4次MVP奖项。2012年后转攻CS:GO，率ESC获IEM大师赛冠军。NEO以凶狠枪法知名，常常能带领队伍实现逆转。現任效力於FaZe clan的教練。